# House by the Railroad
House by the Railroad (Nederlands: Huis langs de spoorweg) is een schilderij uit 1925 van de Amerikaanse kunstschilder Edward Hopper, 61 x 73,7 centimeter groot. Het toont een statig oud huis in een desolate omgeving, naast een spoorlijn. Het werk bevindt zich thans in de collectie van het Museum of Modern Art te New York.

## Context
In 1913 bezocht Hopper de Armory Show te New York en maakte daar kennis met het futurisme en andere modernistische stromingen, met als meest spraakmakende voorbeeld Marcel Duchamps Nu descendant un escalier. Ook Hopper was onder de indruk van het werk van Duchamp. Hij stond echter sceptisch tegenover het programma van het optimisme dat het futurisme uitdroeg en zijn verheerlijking van de technische vooruitgang. Waar de futuristen droomden van onbegrensde mogelijkheden van de mens, werden Hoppers werken later tot een symbool van begrenzing. Hopper richtte zich steeds op de keerzijde van de vooruitgang. Hij zag vooral isolement en weemoed, mede veroorzaakt door een enorme trek van de plattelandsbevolking naar de stad, waar velen maar moeilijk konden aarden.

## Hoppers huizen
Hopper maakte in zijn leven een groot aantal schilderijen waarin hij huizen centraal stelde. Huizen hadden een bijzondere betekenis voor hem, vooral als symbolen van isolement en melancholie. Ze verbeelden verschillende systemen van beschaving en geven daarbij uitdrukking aan een culturele en psychologische afscheiding die tussen deze systemen bestaat. Tegelijkertijd wijzen ze op een definitieve afscheiding tussen die beschavingssystemen en de natuur: ze tonen aan dat deze niet meer tot elkaar in relatie staan. De weergave van zijn huizen is zakelijk, realistisch, maar door het opgeroepen gevoel van vervreemding tegelijkertijd onwerkelijk en fantastisch. House by the railroad is een typerend voorbeeld.

## Afbeelding
In House by the railroad steekt een groot Victoriaans huis sterk af tegen een onbewolkte blauwgrijze lucht. De uit Europa overgewaaide bouwstijl ervan, die in het midden van de negentiende eeuw erg populair was in Amerika, lijkt sterk verouderd en niet meer passend in de tijd en omgeving. De grote ramen en de toren, mogelijk ooit ontworpen voor een weids uitzicht over het landschap, weerkaatsen een vaag geel zonlicht. Het geheel toont een desolate aanblik. Onduidelijk blijft of het huis nog bewoond is. Wellicht zijn de bewoners al weggetrokken. Vensters en veel van de luiken zijn gesloten, uitdrukkend dat inmiddels niemand meer oog heeft voor de omgeving. Het spoor ligt bovendien zo dicht naast het huis dat bewoning schier onmogelijk lijkt. Hopper gunt de kijker echter geen enkele blik naar binnen. De grote veranda is verlaten. Er lijkt geen enkele activiteit. Het einde van zijn bestaan lijkt in zicht.
Aan de onderkant van het schilderij doorsnijdt een dikke roestige spoorlijn het schilderij. Mede door het lage gezichtspunt van waaruit het werk is geschilderd, lijkt deze het huis als een soort vernietigende natuurkracht van onderuit op te 'vreten'. De aanwezigheid van een spoorlijn, doorgaans symbool voor mobiliteit en vooruitgang, onderstreept het gevoel dat het leven in het huis voorbijgestreefd is door de groei van een bruisende stad, ergens ver weg.
Al met al ademt het schilderij een spookachtige stilte, heel anders dan toentertijd in de weergaven van spoorlijnen en andere “moderniteiten” gebruikelijk was. Het symboliseert de treurigheid van het menselijke bestaan en het onontkoombare verstrijken van de tijd. De rode schoorstenen lijken op het eerste oog nog in verbinding te staan met de vitale aspecten van het leven, maar blijken uiteindelijk niet meer dan een associatie van iets wat verloren is gegaan. De leegtes in het schilderij symboliseren het onvermogen van de mens om contact te maken, met elkaar, of met de veranderende wereld: een centraal thema in Hoppers werk. Hopper bepleitte altijd de ontwikkeling van een authentieke Amerikaanse schilderstijl. Zijn kijk op de Amerikaanse cultuur was echter verre van conventioneel en had weinig te maken met de idealen van de 'American Dream'. Zijn blik kwam altijd vanuit de andere zijde.
Samen met het huis van de Addams Family stond het House by the railroad model voor het huis van Norman Bates in de film Psycho, geregisseerd door Alfred Hitchcock.